# Лодердейл (округ, Миссисипи)
Округ Ло́дердейл (англ. Lauderdale County) — округ штата Миссисипи, США. Население округа на 2000 год составляло 78161 человек. Административный центр округа — город Меридиан.

## История
Округ Лодердейл основан в 1833 году.

## География
Округ занимает площадь 1823,4 км².

## Население
Согласно переписи населения 2000 года, в округе проживало 78 161 человек (плотность 43 чел./км²). Расовый состав был таков:
- 60,1 % белых
- 38,2 % афроамериканцев
- 0,5 % азиатов
- 0,2 % коренных американцев
- 0,6 % представителей двух или более рас
- 0,3 % других рас
- 1,1 % испаноязычных жителей всех рас

Половая ситуация была такова: 52,5 % женщин и 47,5 % мужчин.